# HD133518
HD133518 — хімічно пекулярна зоря спектрального класу B3, що має видиму зоряну величину в смузі V приблизно  6,4.
Вона  розташована на відстані близько 1016,1 світлових років від Сонця.

## Пекулярний хімічний склад
Зоряна атмосфера HD133518 має підвищений вміст 
He
.

## Магнітне поле
Спектр даної зорі вказує на наявність магнітного поля у її зоряній атмосфері.
Напруженість повздовжної компоненти поля оціненої з аналізу
наявних ліній металів
становить  182,4± 254,0 Гаус.